# Asayish (Kurdistán iraquí)
Asayish o Asayîş (seguridad en idioma kurdo ) es la organización de seguridad kurda y la agencia de inteligencia primaria que operan en la región del Kurdistán iraquí . La organización de seguridad fue establecida en septiembre de 1993 y ha sido referida a menudo como "agencia de inteligencia",  "fuerza de seguridad", "servicio de seguridad","seguridad"  Asayish coordina y comparte información con la organización kurda Parastin y Zanyari, los investigadores de armas y recolectores de inteligencia que operan en la región del Kurdistán iraquí.
Actúa bajo el mando del Parlamento del Kuridstan Iraquí y el Gobierno Regional del Kurdistán. 
Sus objetivos oficiales según la autoridad de Kurdistán son:
- Tráfico de drogas
- Contraterrorismo
- Contraespionaje
- Recolección de inteligencia
- Evaluación de las amenazas a la seguridad nacional de Irak y del Kurdistán iraquí

La organización tiene jurisdicción sobre:
- Delitos económicos
- Contrabando
- Delitos políticos
- Espionaje
- Sabotaje
- Terrorismo.

## Controversias
En 2009, Amnistía Internacional acusó a Asayesh de abusar de los derechos humanos y afirmó que la agencia estaba "por encima de la ley" en el Kurdistán iraquí. El Gobierno Regional de Kurdistán criticó a Amnistía declarando:

La mayor parte de la información proporcionada en el informe narra los problemas que tuvimos justo después de la caída de Saddam, cuando aún estábamos sujetos a los códigos penales de Sadam ... Amnistía tenía una agenda particular y utilizaba información dudosa, a menudo muy antigua, para pintar  Una imagen poco realista de las fuerzas de seguridad en nuestra Región al señalar las denuncias de abusos en prisiones como Aqra, que han estado cerradas por mucho tiempo.- Gobierno regional del Kurdistán